# Ljiljana Stanojević
Ljiljana Stanojević, coniugata Marković (in serbo Љиљана Станојевић-Марковић?; Belgrado, 24 giugno 1959), è un'ex cestista jugoslava.

## Carriera
Con la Jugoslavia ha disputato i Campionati europei del 1978.